# Dan Nicolae Gheorghe Ceaușescu
Gheorghe Ceaușescu (n. 5 decembrie 1940 – d. 2006, București) a fost un filolog român, clasicist, profesor universitar doctor la Facultatea de Limbi și Literaturi Străine din cadrul Universității București, precum și om politic, deputat român în legislatura 1996-2000, ales în județul Buzău pe listele partidului PNȚCD.

## Activitatea
A absolvit Facultatea de Limbi și literaturi clasice din București (1966), Facultatea de Teologie Catolică (1998) și Facultatea de Științe politice (2005).
Profesor universitar la București și Cluj. De formație clasicist, Gheorghe Ceaușescu a publicat și tradus o serie de lucrări ce privesc cultura și civilizația greco-romană.
Președinte al Societății de Studii clasice și membru al Societății de Romanistică.
Vicepreședinte al Comisiei de politici externe a Camerei Deputaților (1996-2000).

## Opera

### Ediții de text
- Mitul lui Orfeu, 1973
- Noi studii românești de tracologie, Editura Academiei R.S.R., 1977
- Conflictele politice din timpul domniei lui Galba, Editura Academiei R.S.R., 1977
- Criza Imperiului Roman din anul 69, Universitatea București, 1992
- Mituri literare și mituri politice, 1994
- Orient și Occident în lumea greco-romană, București, Editura Eciclopedică, 2000
- Limba și literatura latină: manual pentru clasa a 11-a. Cristiana Isopescu ; consultant principal: Gheorghe Ceaușescu, Editura ALL Educațional, 2001
- Nașterea și configurarea Europei, Editura Corint, 2004

### Traduceri
- Felix Buffiere, Miturile lui Homer și gandirea greacă, Editura Univers, 1987
- Cicero, Despre supremul bine și supremu rău, Editura Științifică și Enciclopedică, 1983
- Suetonius, Viețile celor doiprezece Cezari, Editura RAO, 1998
- Publius Cornelius Tacitus, Istorii, Editura Enciclopedicå, 1992, Editura Paideia, 2002, 2010